# Матео Боярдо
Мате́о Боя́рдо, граф Скандіана (італ. Matteo Maria Boiardo; нар.1434, Скандіано — пом.19 грудня 1494) — італійський поет епохи Відродження, знавець і перекладач античних письменників.

## Життєпис
Народився у Скандіано, був на високих посадах при дворі герцогів д'Есте. Автор відомої (незакінченої) поеми «Закоханий Роланд», сюжет якої взято з французького епосу. Продовженням поеми Боярдо є «Несамовитий Роланд» Лудовіко Аріосто.